# Andre Agassi
Andre Agassi (anglès: Andre Kirk Agassi)  (Las Vegas, 29 d'abril de 1970) és un jugador retirat de tennis professional estatunidenc. Fou número 1 del rànquing individual i destacat com un dels millors tennistes de la història, de fet, molts crítics el consideren el millor restador que hi ha hagut mai. També es recorda com un dels esportistes més carismàtics, per la seva actitud, aparença poc ortodoxa i grans actuacions en el circuit, i que va ajudar a reviure la popularitat del tennis durant la dècada del 1990.
En el seu palmarès destaquen vuit títols de Grand Slams de les quinze finals que va disputar i una medalla d'or olímpica a Atlanta (1996). Especialista en totes les superfícies, fou el primer tennista masculí en aconseguir el "Career Golden Slam", és a dir, guanyar els quatre títols de Grand Slam i la medalla d'or olímpica durant la seva carrera.
Després de patir diverses lesions importants a l'esquena, es va retirar l'any 2006. Posteriorment va crear la fundació Andre Agassi Charitable Foundation per aconseguir ajuda infantil. Actualment està casat amb l'extennista alemanya Steffi Graf, considerada una de les millors tennistes de la història i, curiosament, l'única que ha aconseguit guanyar "Golden Slam" en un mateix any.
El 9 de juliol de 2011 fou admès en el International Tennis Hall of Fame en una cerimònia celebrada a Newport.

## Biografia
Agassi va néixer i créixer a Las Vegas, Nevada, fill d'Emmanuel "Mike" Aghassian i Elizabeth "Betty" Agassi (de soltera Dudley). El seu pare, natural de l'Iran i amb ascendència síria i armènia, fou boxejador i va representar el seu país en els Jocs Olímpics de 1948 i 1952. Va emigrar als Estats Units i va canviar el seu cognom per Agassi. Andre té tres germans més grans, Rita, Philip i Tami.
De ben petit va destacar en el tennis i amb 13 anys es va traslladar a Florida per entrar a l'acadèmia de tennis de Nick Bollettieri, però el seu pare només podia pagar l'estada de tres mesos. Això no obstant, quan el mateix Bollettieri el va veure jugar, va parlar a la família per comunicar-li que Andre es podia quedar a l'acadèmia de forma totalment gratuïta, ja que era el jugador amb més talent natural que havia vist.
Agassi es va casar l'any 1997 amb la seva xicota, la famosa model i actriu Brooke Shields, però dos anys després es van separar. El 22 d'octubre de 2001 es va casar per segona ocasió amb la tennista alemanya Steffi Graf. Només quatre dies després va néixer el seu primer fill, Jaden Gil, i l'octubre de 2003 la filla Jaz Elle.
L'any 1994 va fundar una organització benèfica anomenada "Andre Agassi Charitable Association" amb la intenció d'ajudar a la gent jove de Las Vegas. L'any següent fou guardonat amb el premi ATP Arthur Ashe Humanitarian Award per ajudar els joves amb dificultats econòmiques. El 2001 va obrir una acadèmia anomenada "Andre Agassi College Preparatory Academy" a Las Vegas per escolaritzar als infants amb risc d'exclusió i aconseguir que es poguessin graduar. Paral·lelament també ha donat suport a diferents programes d'ajuda i educació de la mainada. Junts amb els famosos esportistes Muhammad Ali, Lance Armstrong, Warrick Dunn, Jeff Gordon, Mia Hamm, Tony Hawk, Andrea Jaeger, Jackie Joyner-Kersee, Mario Lemieux, Alonzo Mourning i Cal Ripken Jr., van crear l'organització benèfica anomenada "Athletes for Hope" amb l'objectiu d'ajudar els atletes professionals involucrats en causes caritatives i també servir d'inspiració a altres persones per fer-se voluntaris i donar suport a les seves comunitats.
El novembre de 2009 va publicar la seva autobiografia titulada Open, realitzada conjuntament amb J. R. Moehringer. En aquesta publicació va admetre que la seva espessa cabellera, un dels seus símbols distintius, era realment una perruca, i també que l'any 1997 va donar positiu de metamfetamina en un control antidopatge. En una entrevista posterior es va justificar declarant que va prendre aquesta substància perquè es trobava en un període molt complicat de la seva vida, i que a causa de la constant pressió que patia, va arribar a odiar el tennis durant molts anys. El llibre fou número 1 de vendes i va rebre crítiques molt favorables.
Degut a ser una figura molt mediàtica, ha protagonitzat diversos videojocs relacionats amb el món del tennis com Andre Agassi Tennis (SNES, Sega Mega Drive, Sega Game Gear, Sega Master System i mòbils), Agassi Tennis Generation (PS2 i GBA) i Smash Court Pro Tournament (PS2), i també va donar la seva imatge per la portada de Top Spin 4 per (Xbox 360, PlayStation 3 i Wii).

## Torneigs de Grand Slam

### Individual: 15 (8−7)

#### Campió
| Any  | Campionat            | Oponent             | Resultat                      |
| ---- | -------------------- | ------------------- | ----------------------------- |
| 1992 | Wimbledon            | Goran Ivanišević    | 6−7(8), 6−4, 6−4, 1−6, 6−4    |
| 1994 | US Open              | Michael Stich       | 6−1, 7−6(5), 7−5              |
| 1995 | Open d'Austràlia     | Pete Sampras        | 4−6, 6−1, 7−6(6), 6−4         |
| 1999 | Roland Garros        | Andrí Medvèdev      | 1−6, 2−6, 6−4, 6−3, 6−4       |
| 1999 | US Open (2)          | Todd Martin         | 6−4, 6−7(5), 6−7(2), 6−3, 6−2 |
| 2000 | Open d'Austràlia (2) | Ievgueni Kàfelnikov | 3−6, 6−3, 6−2, 6−4            |
| 2001 | Open d'Austràlia (3) | Arnaud Clément      | 6−4, 6−2, 6−2                 |
| 2003 | Open d'Austràlia (4) | Rainer Schüttler    | 6−2, 6−2, 6−1                 |

#### Finalista
| Any  | Campionat         | Oponent       | Resultat                |
| ---- | ----------------- | ------------- | ----------------------- |
| 1990 | Roland Garros     | Andrés Gómez  | 6−3, 2−6, 6−4, 6−4      |
| 1990 | US Open           | Pete Sampras  | 6−4, 6−3, 6−2           |
| 1991 | Roland Garros (2) | Jim Courier   | 3−6, 6−4, 2−6, 6−1, 6−4 |
| 1995 | US Open (2)       | Pete Sampras  | 6−4, 6−3, 4−6, 7−5      |
| 1999 | Wimbledon         | Pete Sampras  | 6−3, 6−4, 7−5           |
| 2002 | US Open (3)       | Pete Sampras  | 6−3, 6−4, 5−7, 6−4      |
| 2005 | US Open (4)       | Roger Federer | 6−3, 2−6, 7−6(1), 6−1   |

## Jocs Olímpics

### Individual
| Any  | Campionat                            | Oponent        | Resultat      |
| ---- | ------------------------------------ | -------------- | ------------- |
| 1996 | Jocs Olímpics, Atlanta, Estats Units | Sergi Bruguera | 6−2, 6−3, 6−1 |

## Carrera esportiva

### Inici
Va esdevenir professional el 1986 amb 16 anys i el primer torneig que va disputar fou a La Quinta, Califòrnia. Va guanyar el primer partit contra John Austin però va perdre el segon contra Mats Wilander. Al final del primer any va acabar en la posició 91 del rànquing individual. Ja l'any següent va guanyar el primer títol a Itaparica i va pujar a la posició 25. El 1988 es va endur sis títols més i va trencar el rècord de més victòries consecutives per un tennista jove fins que el va superar Rafael Nadal el 2005. Va acabar la temporada en el podi del rànquing, darrere d'Ivan Lendl i Mats Wilander, i fou distingit com a tennista revelació de l'any.
Des del 1988 fins al 1990 no va voler disputar el Grand Slam de Wimbledon perquè estava en contra de les normes tan tradicionalistes que tenia el torneig, particularment el fet de vestir bàsicament de color blanc. El 1990 va arribar a la primera final de Grand Slam al Roland Garros però fou superat per Andrés Gómez. També va perdre la final del US Open contra Pete Sampras, en el que fou l'inici de la seva famosa rivalitat, que es va mantenir durant tota aquesta dècada. Finalment va formar part de l'equip estatunidenc de la Copa Davis que va guanyar el títol i també va guanyar el seu únic títol de Copa Masters superant a Stefan Edberg en la final. El 1991 va disputar la segona final consecutiva de Roland Garros, però també va caure davant Jim Courier. Aquest any va decidir disputar el Wimbledon i durant setmanes hi va haver molta especulació dels mitjans de comunicació sobre la roba que utilitzaria, que finalment fou totalment de blanc. Malgrat que els seus millors resultats s'havien produït el Roland Garros o el US Open, el seu primer títol de Grand Slam fou a Wimbledon l'any 1992 derrotant Goran Ivanišević. També va guanyar la Copa Davis amb el seu país per segona ocasió en tres anys. Es va perdre la primera meitat de la temporada 1993 a causa de les lesions però també va guanyar el seu únic títol de dobles a Cincinnati junt a Petr Korda.

### 1994−1997
Amb Brad Gilbert com a nou entrenador, Agassi es va tornar més tàctic i va fer més consistent el seu joc a la xarxa. La temporada 1994 no va començar gairebé amb derrotes prematures a Roland Garros i Wimbledon, però en començar la part de pista dura van arribar els bons resultats. Va guanyar a Cincinnati i es va endur el US Open superant a Michael Stich en la final i aconseguint el segon Grand Slam. Es va convertir en el primer tennista a guanyar aquest Grand Slam sense ser cap de sèrie. Es va presentar en la nova temporada 1995 amb un canvi d'imatge radical, es va tallar la cabellera anant amb el cap rapat. Va disputar l'Open d'Austràlia per primera vegada i es va coronar superant a Pete Sampras en la final. Durant l'any també va guanyar els torneigs importants de Cincinnati, Miami i el Canadà, aconseguint entremig una marca de 26 victòries consecutives que va acabar en la final del US Open davant Sampras. A l'abril va arribar al capdamunt del rànquing individual per primera ocasió, però no va poder mantenir el lloc fins a final de temporada, ja que fou superat al novembre. En termes de partits disputats, l'any 1995 fou el millor de la seva trajectòria amb 73 victòries i només 9 derrotes. Al final de la temporada també va guanyar la seva tercera i última Copa Davis.
El 1996 no fou tan reeixit i no va arribar a cap final de Grand Slam, perdent ràpidament a Roland Garros i Wimbledon, i arribant a semifinals a Austràlia i als Estats Units. L'èxit més important de l'any fou la medalla d'or individual als Jocs Olímpics celebrats a Atlanta, superant fàcilment al català Sergi Bruguera en la final. Durant la temporada 1997 va ressorgir la seva antiga lesió de canell i només va poder disputar 24 partits. Fou la seva pitjor temporada a nivell tennístic, i en les seves memòries va confessar que va prendre metamfetamina per superar els mals moments psicològics. En un dels controls antidopatge va donar positiu però va escriure una carta a l'ATP indicant que un amic li havia introduït aquesta substància en una beguda sense assabentar-se'n. L'ATP va acceptar la declaració i va arxivar el positiu com una advertència. En les seves memòria va assenyalar que aquesta declaració era mentida i prenia aquesta substància expressament. Va caure més enllà dels cent primers en el rànquing i molts mitjans ja el donaven per cas perdut.

### 1998−2003
L'any 1998, Agassi va iniciar un rigorós programa de preparació per recuperar el seu lloc en el rànquing mundial però va haver de jugar alguns torneigs menors de categoria Challenger. Va passar de la posició 110 al número 6 després de guanyar cinc torneigs i ser finalista en cinc més.
La seva consagració en la història del tennis es va produir la temporada 1999, quan es va imposar en la final del Roland Garros davant Andrí Medvèdev remuntant dos sets en contra. Amb aquesta victòria va esdevenir el cinquè tennista masculí en completar el Grand Slam durant la carrera després de Fred Perry, Don Budge, Rod Laver i Roy Emerson, i el segon després de la instauració de l'Era Open. Si que fou el primer a aconseguir-ho en diferents superfícies (terra batuda, gespa, dura), ja que els aconseguits anteriorment només s'havien jugat sobre terra batuda i gespa, fet que demostra la seva adaptabilitat a les diferents superfícies. També fou el primer home a completar l'anomenat "Golden Slam" en la carrera, que consisteix a guanyar els quatre títols de Grand Slam i la medalla d'or en els Jocs Olímpics. Aquesta mateixa temporada fou finalista en a Wimbledon en ser superat per Sampras en tres sets i s'imposà en la final del US Open després de derrotar a Todd Martin en cinc sets. Aquests èxits li van permetre finalitzar la temporada en el número 1 del rànquing individual per primera vegada, acabant així amb el rècord que portava Sampras finalitzant la temporada com a número 1 durant sis anys consecutius (1993-1998).
La temporada 2000 va començar amb un nou títol de l'Open d'Austràlia derrotant Sampras a semifinals i Ievgueni Kàfelnikov en al final. Des de Rod Laver quan va aconseguir el Grand Slam pur l'any 1969, que cap tennista disputava quatre finals de Grand Slam consecutives. A Wimbledon fou semifinalista en ser derrotat per Patrick Rafter en cinc sets. En la Copa Masters va vèncer en semifinals a Marat Safin, acabant així amb la seva esperança de convertir-se en el número 1 més jove de la història, però fou superat per Gustavo Kuerten en la final, que va esdevenir el nou número 1 del rànquing individual.
L'any següent va defensar amb èxit el títol de l'Open d'Austràlia en vèncer a Arnaud Clément en la final. A Wimbledon va coincidir novament amb Rafter que el va tornar a derrotar en cinc sets. En el US Open va perdre a quarts de final contra Sampras en un partit de quatre sets decidits tots al tie-break, ja que cap dels dos va perdre el seu servei en 48 jocs disputats. Va acabar la temporada en la tercera posició del rànquing, el primer tennista que acabava l'any dins els millors tres tennistes en tres dècades diferents (tercer el 1988, primer el 1999 i tercer el 2001).
Els problemes físics van tornar el 2002, que va començar renunciant a participar en l'Open d'Austràlia on defensava dos títols consecutius. L'últim duel contra Sampras es va produir en la final del US Open, on Agassi va perdre en quatre sets deixant la rivalitat entre els dos amb 20 victòries a favor de Sampras per 14 victòries d'Agassi. Després d'aquest partit, Sampras es va retirar professionalment. Va acabar l'any en segon lloc del rànquing, el tennista més vell en aconseguir-ho amb 32 anys i 8 mesos.
Durant el 2003 va guanyar el seu vuitè i últim títol de Grand Slam a l'Open d'Austràlia superant a Rainer Schüttler en la final. Posteriorment també es va endur el sisè Masters de Miami, superant paral·lelament a la seva dona, Steffi Graf, que n'havia guanyat cinc. Curiosament va esdevenir el tennista més jove i més vell en guanyar aquest torneig amb 19 i 32 anys. A l'abril va recuperar el número 1 del rànquing mundial esdevenint el tennista més vell en aconseguir-ho amb 33 anys i 13 dies. Només el va poder mantenir durant dues setmanes amb l'arribada de Lleyton Hewitt. Al juny el va tornar a capturar però després de caure en semifinals del US Open davant Juan Carlos Ferrero, el va perdre definitivament pel mateix Ferrero. Durant la seva carrera estigué 101 setmanes en el lloc més alt del rànquing individual. Finalment disputà la final de la Copa Masters però fou superat per Roger Federer i acabà l'any en el quart lloc del rànquing.

### 2004−2006
Després de 26 victòries consecutives a l'Open d'Austràlia, fou vençut a semifinals per Marat Safin, marca que encara segueix vigent. Posteriorment es va imposar al Masters de Cincinnati aconseguint el seu dissetè títol Masters. Va acabar la temporada en el vuitè lloc del rànquing, el segon tennista més vell en acabar dins el Top 10, només superat per Jimmy Connors quan fou setè l'any 1988. Durant l'any 2005 va patir diversos problemes de lesions i no estigué en plena forma fins a la meitat d'any. Després d'aconseguir la 800 victòria de la seva carrera, va guanyar el seu darrer torneig a Los Angeles. En el US Open va sorprendre a tothom novament quan després de superar diversos partits a cinc sets, es va plantar a semifinals on fou derrotat per Federer, defensor del títol i recent número 1 del rànquing mundial. Jugant a raquetbol es va torçar greument un turmell i durant unes setmanes no va poder caminar, això no obstant, es va presentar igualment al Tennis Masters Cup de Xangai. Va perdre ràpidament en el primer partit contra Nikolai Davidenko i llavors va renunciar a continuar. Va acabar la temporada en el setè lloc del rànquing empatant amb Connors com el tennista que més anys va acabar en el Top 10 a final d'any amb 16 ocasions. Després de 17 anys amb Nike va signar un contracte de publicitat amb Adidas.
Convalescent encara de la lesió en el turmell i diversos dolors, es va perdre tota la primera meitat de la temporada afectant el seu rànquing, abandonant el Top 10 definitivament. Va tornar just per disputar el Wimbledon però fou superat a tercera ronda per Rafael Nadal. En la roda de premsa posterior va anunciar la seva retirada per a després del US Open. A causa dels mals resultats de l'any, no aconseguí ser cap de sèrie al US Open. Patint greus dolors a l'esquena i infiltrant-se antiinflamatoris després de cada partit, Agassi va avançar fins a tercera ronda en ser superat per Benjamin Becker. En acabar el partit, el públic el va ovacionar durant més de quatre minuts i Agassi es va acomiadar amb un discurs de retirada després de 21 anys d'activitat professional.

## Palmarès: 61 (60−1)

### Individual (60)
| Llegenda (pre/post 2009)                               |
| ------------------------------------------------------ |
| Grand Slams (8)                                        |
| Jocs Olímpics Or (1)                                   |
| Tennis Masters Cup / ATP Finals (1)                    |
| ATP Masters Series / ATP World Tour Masters 1000 (17)  |
| ATP International Series Gold / ATP World Tour 500 (6) |
| ATP International Series / ATP World Tour 250 (27)     |

| Núm. | Data                   | Torneig                              | Superfície   | Finalista            | Resultat                      |
| ---- | ---------------------- | ------------------------------------ | ------------ | -------------------- | ----------------------------- |
| 1.   | 23 de novembre de 1987 | Itaparica (Brasil)                   | Dura         | Luiz Mattar          | 7−6(6), 6−2                   |
| 2.   | 15 de febrer de 1988   | Memphis, Estats Units                | Dura         | Mikael Pernfors      | 6−4, 6−4, 7−5                 |
| 3.   | 25 d'abril de 1988     | Charleston, Estats Units             | Terra batuda | Jimmy Arias          | 6−2, 6−2                      |
| 4.   | 2 de maig de 1988      | Forest Hills, Estats Units           | Terra batuda | Slobodan Zivojinovic | 7−5, 7−6(2), 7−5              |
| 5.   | 11 de juliol de 1988   | Stuttgart, Alemanya                  | Terra batuda | Andrés Gómez         | 6−4, 6−2                      |
| 6.   | 25 de juliol de 1988   | Stratton Mountain, Estats Units      | Dura         | Paul Annacone        | 6−2, 6−4                      |
| 7.   | 15 d'agost de 1988     | Livingston, Estats Units             | Dura         | Jeff Tarango         | 6−2, 6−4                      |
| 8.   | 2 d'octubre de 1989    | Orlando, Estats Units                | Dura         | Brad Gilbert         | 6−2, 6−1                      |
| 9.   | 5 de febrer de 1990    | San Francisco, Estats Units          | Moqueta      | Todd Witsken         | 6−1, 6−3                      |
| 10.  | 12 de març de 1990     | Miami, Estats Units                  | Dura         | Stefan Edberg        | 6−1, 6−4, 0−6, 6−2            |
| 11.  | 16 de juliol de 1990   | Washington DC, Estats Units          | Dura         | Jim Grabb            | 6−1, 6−4                      |
| 12.  | 12 de novembre de 1990 | Copa Masters, Frankfurt, Alemanya    | Moqueta      | Stefan Edberg        | 5−7, 7−6(5), 7−5, 6-2         |
| 13.  | 1 d'abril de 1991      | Orlando (2)                          | Dura         | Derrick Rostagno     | 6−2, 1−6, 6−3                 |
| 14.  | 15 de juliol de 1991   | Washington DC (2)                    | Dura         | Petr Korda           | 6−3, 6−4                      |
| 15.  | 27 d'abril de 1992     | Atlanta (3)                          | Terra batuda | Pete Sampras         | 7−5, 6−4                      |
| 16.  | 22 de juny de 1992     | Wimbledon, Regne Unit                | Gespa        | Goran Ivanisevic     | 6−7(8), 6−4, 6−4, 1−6, 6−4    |
| 17.  | 20 de juliol de 1992   | Toronto, Canadà                      | Dura         | Ivan Lendl           | 3−6, 6−2, 6−0                 |
| 18.  | 1 de febrer de 1993    | San Francisco (2)                    | Dura         | Brad Gilbert         | 6−2, 6−7(4), 6−2              |
| 19.  | 22 de febrer de 1993   | Scottsdale, Estats Units             | Dura         | Marcos Ondruska      | 6−2, 3−6, 6−3                 |
| 20.  | 21 de febrer de 1994   | Scottsdale (2)                       | Dura         | Luiz Mattar          | 6−4, 6−3                      |
| 21.  | 25 de juliol de 1994   | Toronto (2)                          | Dura         | Jason Stoltenberg    | 6−4, 6−4                      |
| 22.  | 29 d'agost de 1994     | US Open, Estats Units                | Dura         | Michael Stich        | 6−1, 7−6(5), 7−5              |
| 23.  | 17 d'octubre de 1994   | Viena, Àustria                       | Moqueta      | Michael Stich        | 7−6(4), 4−6, 6−2, 6−3         |
| 24.  | 31 d'octubre de 1994   | París, França                        | Moqueta      | Marc Rosset          | 6−3, 6−3, 4−6, 7−5            |
| 25.  | 16 de gener de 1995    | Australian Open, Austràlia           | Dura         | Pete Sampras         | 4−6, 6−1, 7−6(6), 6−4         |
| 26.  | 6 de febrer de 1995    | San José (3)                         | Dura         | Michael Chang        | 6−2, 1−6, 6−3                 |
| 27.  | 13 de març de 1995     | Miami (2)                            | Dura         | Pete Sampras         | 3−6, 6−2, 7−6(4)              |
| 28.  | 17 de juliol de 1995   | Washington DC (3)                    | Dura         | Stefan Edberg        | 6−4, 2−6, 7−5                 |
| 29.  | 24 de juliol de 1995   | Mont-real (3)                        | Dura         | Pete Sampras         | 3−6, 6−2, 6−3                 |
| 30.  | 7 d'agost de 1995      | Cincinnati, Estats Units             | Dura         | Michael Chang        | 7−5, 6−2                      |
| 31.  | 14 d'agost de 1995     | New Haven, Estats Units              | Dura         | Richard Krajicek     | 3−6, 7−6(2), 6−3              |
| 32.  | 18 de març de 1996     | Miami (3)                            | Dura         | Goran Ivanisevic     | 3−0, retirada                 |
| 33.  | 22 de juliol de 1996   | Jocs Olímpics, Atlanta, Estats Units | Dura         | Sergi Bruguera       | 6−2, 6−3, 6−1                 |
| 34.  | 5 d'agost de 1996      | Cincinnati (2)                       | Dura         | Michael Chang        | 7−6(4), 6−4                   |
| 35.  | 9 de febrer de 1998    | San José (4)                         | Dura         | Pete Sampras         | 6−2, 6−4                      |
| 36.  | 2 de març de 1998      | Scottsdale (3)                       | Dura         | Jason Stoltenberg    | 6−4, 7−6(3)                   |
| 37.  | 20 de juliol de 1998   | Washington DC (4)                    | Dura         | Scott Draper         | 6−2, 6−0                      |
| 38.  | 27 de juliol de 1998   | Los Angeles, Estats Units            | Dura         | Tim Henman           | 6−4, 6−4                      |
| 39.  | 19 d'octubre de 1998   | Ostrava, República Txeca             | Moqueta      | Jan Kroslak          | 6−2, 3−6, 6−3                 |
| 40.  | 5 d'abril de 1999      | Hong Kong, Xina                      | Dura         | Boris Becker         | 6−7(4), 6−4, 6−4              |
| 41.  | 24 de maig de 1999     | Roland Garros, França                | Terra batuda | Andrí Medvèdev       | 1−6, 2−6, 6−4, 6−3, 6−4       |
| 42.  | 16 d'agost de 1999     | Washington DC (5)                    | Dura         | Ievgueni Kàfelnikov  | 7−6(3), 6−1                   |
| 43.  | 30 d'agost de 1999     | US Open (2)                          | Dura         | Todd Martin          | 6−4, 6−7(5), 6−7(2), 6−3, 6−2 |
| 44.  | 1 de novembre de 1999  | París (2)                            | Moqueta      | Marat Safin          | 7−6(1), 6−2, 4−6, 6−4         |
| 45.  | 17 de gener de 2000    | Australian Open (2)                  | Dura         | Ievgueni Kàfelnikov  | 3−6, 6−3, 6−2, 6−4            |
| 46.  | 15 de gener de 2001    | Australian Open (3)                  | Dura         | Arnaud Clément       | 6−4, 6−2, 6−2                 |
| 47.  | 12 de març de 2001     | Indian Wells, Estats Units           | Dura         | Pete Sampras         | 7−6(5), 7−5, 6−1              |
| 48.  | 19 de març de 2001     | Miami (4)                            | Dura         | Jan-Michael Gambill  | 7−6(4), 6−1, 6−0              |
| 49.  | 23 de juliol de 2001   | Los Angeles (2)                      | Dura         | Pete Sampras         | 6−4, 6−2                      |
| 50.  | 4 de març de 2002      | Scottsdale (4)                       | Dura         | Joan Balcells        | 6−2, 7−6(2)                   |
| 51.  | 18 de març de 2002     | Miami (5)                            | Dura         | Roger Federer        | 6−3, 6−3, 3−6, 6−4            |
| 52.  | 6 de maig de 2002      | Roma, Itàlia                         | Terra batuda | Tommy Haas           | 6−3, 6−3, 6−0                 |
| 53.  | 22 de juliol de 2002   | Los Angeles (3)                      | Dura         | Jan-Michael Gambill  | 6−2, 6−4                      |
| 54.  | 14 d'octubre de 2002   | Madrid, Espanya                      | Dura         | Jiri Novak           | Renúncia                      |
| 55.  | 13 de gener de 2003    | Australian Open (4)                  | Dura         | Rainer Schüttler     | 6−2, 6−2, 6−1                 |
| 56.  | 10 de febrer de 2003   | San José (5)                         | Dura         | Davide Sanguinetti   | 6−3, 6−1                      |
| 57.  | 17 de març de 2003     | Miami (6)                            | Dura         | Carles Moyà          | 6−3, 6−3                      |
| 58.  | 21 d'abril de 2003     | Houston (2)                          | Terra batuda | Andy Roddick         | 3−6, 6−3, 6−4                 |
| 59.  | 2 d'agost de 2004      | Cincinnati (3)                       | Dura         | Lleyton Hewitt       | 6−3, 3−6, 6−2                 |
| 60.  | 31 de juliol de 2005   | Los Angeles (4)                      | Dura         | Gilles Muller        | 6−4, 7−5                      |

#### Finalista (30)
1. 1987: Seül (perd contra Jim Grabb)
2. 1988: Los Angeles (perd contra Mikael Pernfors)
3. 1989: Roma (perd contra Alberto Mancini)
4. 1990: Indian Wells (perd contra Stefan Edberg)
5. 1990: Roland Garros (perd contra Andrés Gómez)
6. 1990: US Open (perd contra Pete Sampras)
7. 1991: Roland Garros (perd contra Jim Courier)
8. 1994: Miami (perd contra Pete Sampras)
9. 1995: Indian Wells (perd contra Pete Sampras)
10. 1995: Tòquio (perd contra Jim Courier)
11. 1995: Atlanta (perd contra Michael Chang)
12. 1995: US Open (perd contra Pete Sampras)
13. 1996: San José (perd contra Pete Sampras)
14. 1998: Miami (perd contra Marcelo Ríos)
15. 1998: Múnic (perd contra Thomas Enqvist)
16. 1998: Indianapolis (perd contra Àlex Corretja)
17. 1998: Grand Slam Cup (perd contra Marcelo Ríos)
18. 1999: Basilea (perd contra Tim Henman)
19. 1999: Wimbledon (perd contra Pete Sampras)
20. 1999: Los Angeles (perd contra Pete Sampras)
21. 1999: Copa Masters (perd contra Pete Sampras)
22. 2000: Washington DC (perd contra Àlex Corretja)
23. 2000: Copa Masters (perd contra Gustavo Kuerten)
24. 2001: San José (perd contra Greg Rusedski)
25. 2002: San José (perd contra Lleyton Hewitt)
26. 2002: US Open (perd contra Pete Sampras)
27. 2003: Copa Masters (perd contra Roger Federer)
28. 2004: Estocolm (perd contra Thomas Johansson)
29. 2005: Mont-real (perd contra Rafael Nadal)
30. 2005: US Open (perd contra Roger Federer)

### Dobles (1)
| Núm. | Data               | Torneig                  | Superfície | Parella    | Finalistes                  | Resultat |
| ---- | ------------------ | ------------------------ | ---------- | ---------- | --------------------------- | -------- |
| 1.   | 16 d'agost de 1993 | Cincinnati, Estats Units | Dura       | Petr Korda | Stefan Edberg · Henrik Holm | 7−6, 6−4 |

#### Finalista (3)
1. 1992: Toronto (fent parella amb John McEnroe perden contra Patrick Galbraith i Danie Visser)
2. 1999: Hong Kong (fent parella amb David Wheaton perden contra James Greenhalgh i Grant Silcock)
3. 2000: Washington DC (fent parella amb Sargis Sargsian perden contra Alex O'Brien i Jared Palmer)

## Trajectòria a Grand Slam i ATP Masters Series

### Individual
| Torneig | 1986 | 1987  | 1988  | 1989        | 1990        | 1991        | 1992  | 1993        | 1994        | 1995        | 1996  | 1997        | 1998        | 1999        | 2000  | 2001        | 2002        | 2003        | 2004  | 2005  | 2006 | Torneigs G/P | Partits G/P |
| --- | ---- | ----- | ----- | ----------- | ----------- | ----------- | ----- | ----------- | ----------- | ----------- | ----- | ----------- | ----------- | ----------- | ----- | ----------- | ----------- | ----------- | ----- | ----- | ---- | ------------ | ----------- |
| Grand Slams |      |       |       |             |             |             |       |             |             |             |       |             |             |             |       |             |             |             |       |       |      |              |             |
| Open d'Austràlia | NC   | A     | A     | A           | A           | A           | A     | A           | A           | G           | SF    | A           | 4R          | 4R          | G     | G           | A           | G           | SF    | QF    | A    | 4 / 9        | 48 − 5      |
| Roland Garros | A    | 2R    | SF    | 3R          | F           | F           | SF    | A           | 2R          | QF          | 2R    | A           | 1R          | G           | 1R    | QF          | QF          | QF          | 1R    | 1R    | A    | 1 / 17       | 51 − 16     |
| Wimbledon | A    | 1R    | A     | A           | A           | QF          | G     | QF          | 4R          | SF          | 1R    | A           | 2R          | F           | SF    | SF          | 2R          | 2R          | A     | A     | 3R   | 1 / 14       | 46 − 13     |
| US Open | 1R   | 1R    | SF    | SF          | F           | 1R          | QF    | 1R          | G           | F           | SF    | 4R          | 4R          | G           | 2R    | QF          | F           | SF          | QF    | F     | 3R   | 2 / 21       | 79 − 19     |
| Partits G/P | 0−1  | 1−3   | 10−2  | 7−2         | 12−2        | 10−3        | 16−2  | 4−2         | 11−2        | 22−3        | 11−4  | 3−1         | 7−4         | 23−2        | 14−3  | 20−3        | 11−3        | 19−3        | 9−3   | 10−3  | 4−2  | 8 / 61       | 224−53      |
| Altres |      |       |       |             |             |             |       |             |             |             |       |             |             |             |       |             |             |             |       |       |      |              |             |
| Tennis Masters Cup | A    | A     | RR    | RR          | G           | SF          | A     | A           | SF          | A           | RR    | A           | RR          | F           | F     | RR          | RR          | F           | A     | RR    | A    | 1 / 13       | 22 − 20     |
| Jocs Olímpics | NC   | NC    | A     | No celebrat | No celebrat | No celebrat | A     | No celebrat | No celebrat | No celebrat | G     | No celebrat | No celebrat | No celebrat | A     | No celebrat | No celebrat | No celebrat | A     | NC    | NC   | 1 / 1        | 6 – 0       |
| ATP Masters Series |      |       |       |             |             |             |       |             |             |             |       |             |             |             |       |             |             |             |       |       |      |              |             |
| Indian Wells | A    | A     | SF    | QF          | F           | 3R          | 3R    | 2R          | 2R          | F           | QF    | 1R          | QF          | A           | 1R    | G           | 1R          | A           | SF    | QF    | 3R   | 1 / 17       | 41 – 16     |
| Miami | A    | 1R    | 3R    | 1R          | G           | 4R          | 2R    | 4R          | F           | G           | G     | 2R          | F           | 2R          | SF    | G           | G           | G           | 4R    | SF    | A    | 6 / 19       | 63 – 13     |
| Montecarlo | A    | A     | A     | A           | A           | 2R          | A     | A           | 1R          | A           | 3R    | A           | 2R          | A           | A     | A           | A           | A           | A     | A     | A    | 0 / 4        | 2 – 4       |
| Roma | A    | 2R    | QF    | F           | A           | 1R          | A     | A           | 2R          | A           | A     | A           | A           | 3R          | 3R    | 1R          | G           | 1R          | A     | SF    | A    | 1 / 11       | 33 – 10     |
| Hamburg | A    | A     | A     | A           | 3R          | A           | 2R    | A           | A           | QF          | A     | A           | A           | A           | A     | 2R          | A           | A           | A     | 1R    | A    | 0 / 5        | 5 – 5       |
| Canadà | A    | A     | A     | SF          | QF          | 2R          | G     | QF          | G           | G           | A     | A           | SF          | SF          | 1R    | 1R          | A           | QF          | 2R    | F     | A    | 3 / 14       | 41 – 11     |
| Cincinnati | A    | A     | A     | A           | 3R          | 3R          | 3R    | SF          | A           | G           | G     | 1R          | 2R          | SF          | 2R    | 1R          | QF          | A           | G     | A     | A    | 3 / 13       | 31 – 10     |
| Estocolm / Essen / Stuttgart / Madrid                                                                                     | A    | A     | A     | QF          | 2R          | A           | A     | A           | QF          | 3R          | QF    | 1R          | 3R          | SF          | 3R    | 2R          | G           | A           | SF    | A     | A    | 1 / 12       | 21 – 11     |
| París | A    | A     | A     | A           | A           | A           | 2R    | A           | G           | A           | 2R    | A           | QF          | G           | A     | A           | QF          | A           | A     | A     | A    | 2 / 6        | 14 – 4      |
| Estadístiques |      |       |       |             |             |             |       |             |             |             |       |             |             |             |       |             |             |             |       |       |      |              |             |
| Torneigs jugats | 6    | 18    | 18    | 19          | 15          | 20          | 22    | 14          | 19          | 16          | 17    | 13          | 24          | 19          | 18    | 18          | 16          | 13          | 14    | 13    | 8    | 343          | 343         |
| Títols | 0    | 1     | 6     | 1           | 4           | 2           | 3     | 2           | 5           | 7           | 3     | 0           | 5           | 5           | 1     | 4           | 5           | 4           | 1     | 1     | 0    | 60           | 60          |
| Estadístiques per superfície                                                                                              |      |       |       |             |             |             |       |             |             |             |       |             |             |             |       |             |             |             |       |       |      |              |             |
| Pista dura G/P | 4−5  | 21−10 | 33−6  | 20−6        | 26−5        | 17−7        | 19−7  | 27−8        | 29−6        | 53−3        | 34−7  | 11−10       | 47−10       | 41−9        | 25−9  | 35−10       | 36−7        | 32−6        | 37−10 | 32−8  | 8−6  | 46 /         | 587 − 155   |
| Terra batuda G/P | 0−0  | 5−5   | 29−3  | 13−4        | 9−4         | 10−4        | 15−4  | 2−1         | 4−4         | 13−2        | 2−2·  | 1−1         | 5−3         | 9−2         | 4−3   | 5−4         | 13−2        | 9−2         | 0−2   | 6−4   | 0−0  | 7 /          | 152 − 57    |
| Gespa G/P | 0−0  | 0−1   | 0−0   | 0−0         | 0−0         | 4−1         | 7−0   | 4−2         | 3−1         | 5−1         | 0−1   | 0−0         | 1−1         | 6−1         | 6−2   | 5−1         | 1−1         | 6−2         | 0−1   | 0−0   | 2−2  | 1 /          | 50 − 18     |
| Moqueta G/P | 1−1  | 0−1   | 1−2   | 8−9         | 10−3        | 8−5         | 1−4   | 0−0         | 16−3        | 4−2         | 2−4   | 0−1         | 15−4        | 7−2         | 5−1   | 0−0         | 3−2         | 0−0         | 0−0   | 0−0   | 0−0  | 6 /          | 81 − 44     |
| Total G/P | 5−6  | 26−17 | 63−11 | 41−19       | 45−12       | 39−17       | 42−15 | 33−11       | 52−14       | 73−9        | 38−14 | 12−12       | 68−18       | 63−14       | 40−15 | 46−15       | 53−12       | 47−10       | 37−13 | 38−12 | 10−8 | 60 / 343     | 870 − 274   |
| Rànquing final d'any | 91   | 25    | 3     | 7           | 4           | 10          | 9     | 24          | 2           | 2           | 8     | 110         | 6           | 1           | 6     | 3           | 2           | 4           | 8     | 7     | 150  |              |             |
| Llegenda: G: Guanyador; F: Finalista; SF: Semifinalista; QF: Quarts de final; Q: Qualificació; A: Absent; RR: Round Robin |      |       |       |             |             |             |       |             |             |             |       |             |             |             |       |             |             |             |       |       |      |              |             |